# دراگوتین فردریخ
دراگوتین فردریخ (کرواتی: Dragutin Friedrich; ۵ ژانویهٔ ۱۸۹۷ – ۲۶ مارس ۱۹۸۰) بازیکن فوتبال اهل یوگسلاوی بود.
از باشگاه‌هایی که در آن بازی کرده‌است می‌توان به باشگاه فوتبال اسلاون بلوپو اشاره کرد.
وی همچنین در تیم ملی فوتبال یوگسلاوی بازی کرده‌است.